# Rungia brandisii
Rungia brandisii är en akantusväxtart som beskrevs av C. B. Cl.. Rungia brandisii ingår i släktet Rungia och familjen akantusväxter. Inga underarter finns listade i Catalogue of Life.